# Črna podgana
Črna podgana (znanstveno ime Rattus rattus) je glodavec iz družine Muridae.

## Opis
Črna podgana zraste do 24 centimetrov v dolžino, rep pa je gol in daljši od telesa. Kljub imenu se črna podgana pojavlja tudi v drugih barvah od črne do svetlo rjave, spodnji del telesa pa je svetlejših odtenkov. Črne podgane živijo od 2–3 leta, običajno v skupinah, ki lahko štejejo do 60 osebkov. Za razliko od drugih vrst podgan je črna podgana slabši plavalec in boljši plezalec, ki se pred nevarnostjo vedno umakne na višje ležeče predmete.
Črne podgane so vsejede živali, ki se po večini prehranjujejo z rastlinsko hrano, pa tudi z žuželkami, ptičjimi mladiči ter odpadki.

## Razširjenost
Črna podgana je prišla v Evropo iz južne Azije med drugim in šestim stoletjem. Samica skoti od 7 do 9 golih in slepih mladičev, ki spolno dozorijo s štirimi meseci. Na leto imajo več legel (od tri do šest), odvisno od količine hrane, ki je na voljo odrasli živali.
Plenilci, ki plenijo črne podgane, so večje ujede, sove, lisica, kuna, dihur, podlasica, domača mačka ter psi.

## Bolezni, ki jih prenašajo podgane
Črne podgane (ali njihovi paraziti) so prenašalci raznih bolezni. Najbolj znane med njimi so bubonična kuga (prenaša se preko podganjih bolh), tifus, Weilova bolezen, toksoplazmoza in trihinoza.